# Duvhök
Duvhök (Astur gentilis) är en medelstor kraftfull hökfågel som traditionellt placeras i släktet Accipiter men som lyfts med sina närmaste släktingar till det egna släktet Astur. Den har ett stort utbredningsområde som sträcker sig över de tempererade områdena i Europa och Asien. Bestånd i Nordamerika som tidigare räknats till arten har urskilts som amerikansk duvhök. Duvhöken beskrevs första gången 1758 av Linné i hans Systema naturae. IUCN kategoriserar arten som livskraftig (LC).

## Utseende och anatomi

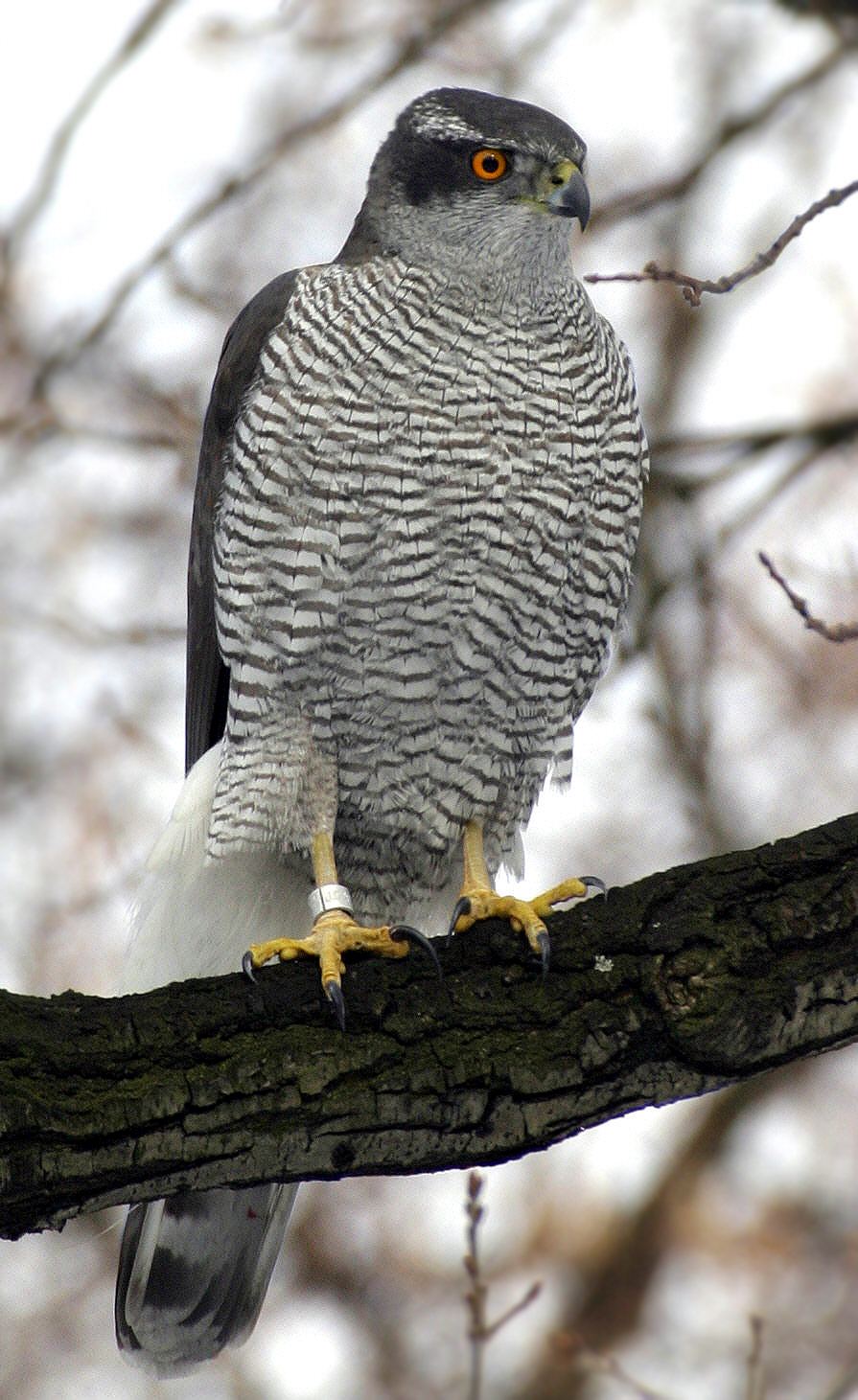
Adult hane.

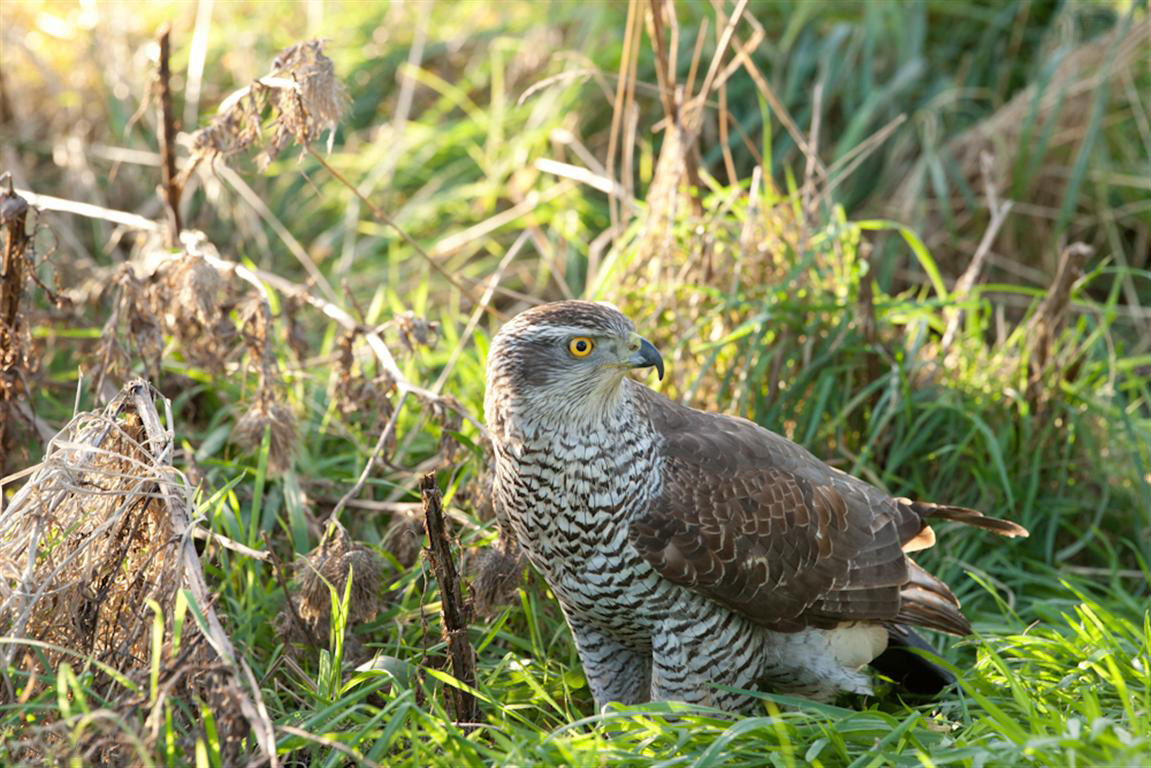
Yngre hona.

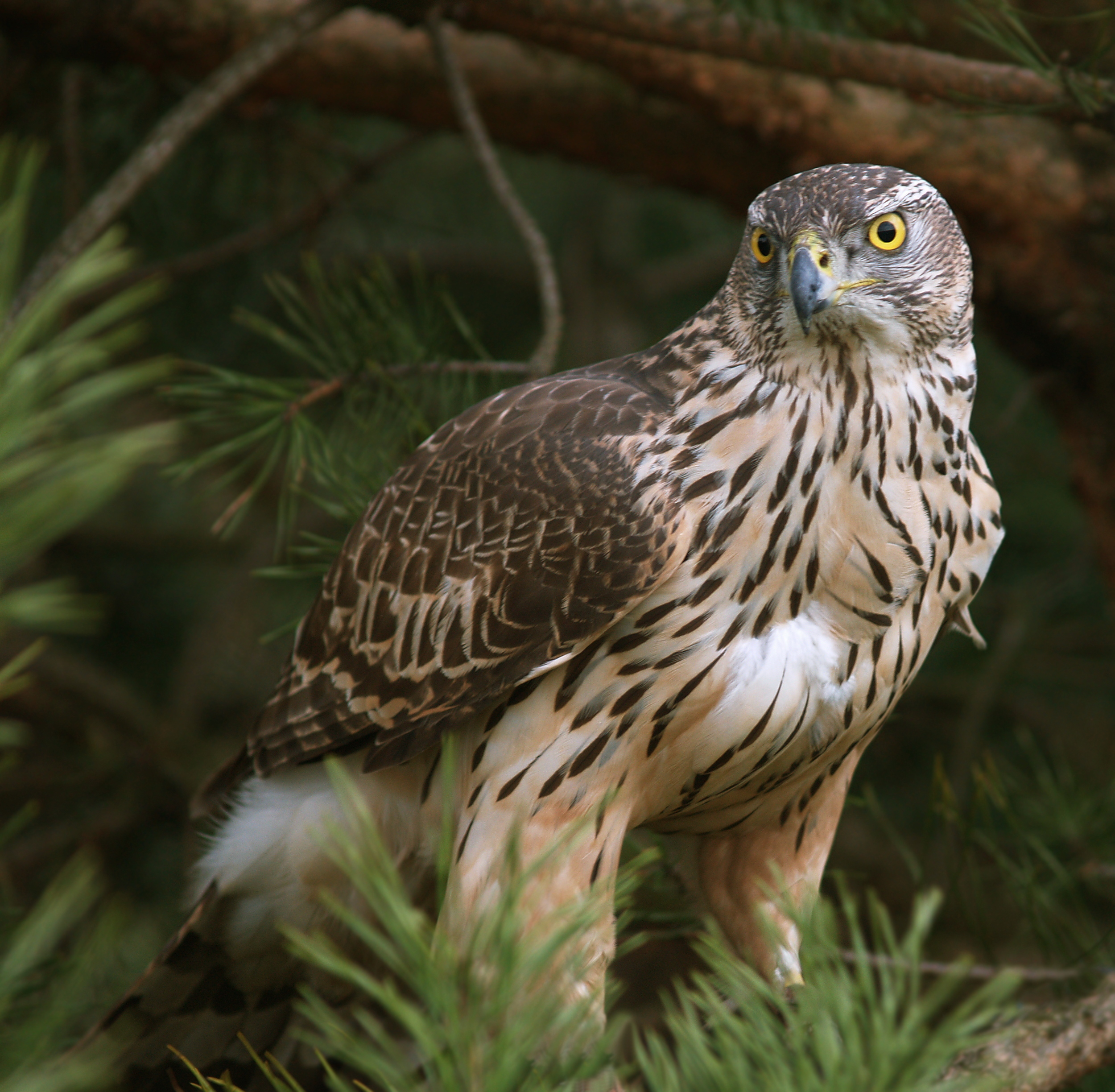
Juvenil.

Duvhöken är en medelstor kraftfull rovfågel som väger 700–1200 gram och har breda, rundade vingar och proportionellt kort, tydligt bredbandad stjärt. Honan är betydligt större än hanen med en längd på 58–64 cm och ett vingspann på 108–120 cm jämfört med hanens omkring 49–56 cm och vingspann på 90–105 cm.
Den adulta hanen har gråblå ovansida, ljus undersida med talrika täta grå tvärvattringar. Den har mörkt gråblå hjässa och kinder, tydligt vitt ögonbrynsstreck och gul näbbas. Adult hona har brungrå rygg och hjässa och är grovt tvärvattrad på buken. Den har breda höfter, yviga vita undre stjärttäckare och mycket grova gula tarser som saknar fjädrar på nedre delen. Den juvenila fågeln är grovfläckat brun på rygg och hjässa, och beige eller vit på undersidan med droppformade mörkbruna längsstreck (ett bra kännetcken gentemot sparvhök som i alla dräkter har tvärvattrad undersida). Ungfåglarna har klargul iris som övergår till rödorange hos de adulta fåglarna.
Den adulta fågeln är mycket lik sparvhöken men är ett nummer större. Främsta skillnaderna är i övrigt duvhökens grova tarser, som är ungefär tre gånger så grova som sparvhökens "strumpstickor" till ben. När stjärten är utspärrad har duvhöken rundade stjärthörn medan sparvhöken har spetsiga. I flykten ses sparvhökens mycket längre stjärt medan duvhöken upplevs kortstjärtad, bredhöftad och bukig. Den bästa dräktkaraktären hos en adult duvhök är de mörkare örontäckarna.

## Utbredning och systematik

### Namn
Duvhöken beskrevs första gången taxonomiskt av Linné 1758 under det vetenskapliga namnet Falco gentilis. Detta vetenskapliga namn använde Linné för att beskriva den juvenila duvhöken. Senare i samma källa beskriver han den adulta duvhöken under namnet Falco palumbarius.
Duvhöken tillhör en grupp kraftigare hökar där följande arter ingår:
- de afrikanska arterna madagaskarduvhök (A. henstii) och svart duvhök (A. melanoleucus)
- amerikanerna trastduvhök (A. cooperii), tvåfärgad duvhök (A. bicolor) och den hotade kubaduvhöken (A. gundlachii)
- papuaduvhök (A. meyerianus) på Nya Guinea med kringliggande övärld
- madagaskarduvhök (A. henstii) på Madagaskar

Duvhöken placeras traditionellt i släktet Accipiter. Genetiska studier visar dock att duvhökarna faktisk står närmare kärrhökarna i Circus än typarten för Accipiter, den europeiska sparvhöken (Accipiter ninus). För att kärrhökarna ska kunna behållas i ett eget släkte delas därför Accipiter upp i flera mindre släkten, däribland Astur. Tongivande IOC implementerade dessa resultat i deras uppdatering i augusti 2024 och denna linje följs här.

### Utbredning och underarter
Duvhöken förekommer i tempererade delar av Europa och Asien, som sydligast i Marocko. Merparten är stannfåglar eller strykfåglar, men de populationer som exempelvis häckar i nordligaste Asien flyttar söderut om vinter. Även ungfåglar brukar dra sig söderut under vintern.
Arten delas upp i sju underarter med följande häckningsutbredning:
- Astur gentilis buteoides – norra Eurasien
- Astur gentilis albidus – nordöstra Sibirien
- Astur gentilis schvedowi – nordöstra Asien till centrala Kina
- Astur gentilis fujiyamae – Japan
- europeisk duvhök[12] Astur gentilis gentilis – häckar i centrala och norra Europa
- Astur gentilis marginatus – Italien och Balkan österut till Kaukasus och norra Iran
- Astur gentilis arrigonii – Korsika och Sardinien

Tidigare inkluderades amerikansk duvhök (A. atricapillus) i arten, men sedan urskiljs den allmänt som egen art, baserat på skillnader i läten, morfologi och DNA.

#### Duvhöken i Sverige
Duvhöken häckar i hela landet upp till trädgränsen men inte i fjällen. Två underarter av duvhök förekommer regelbundet i Sverige: Nominatformen A. g. gentilis och den ljusare A. g. buteoides som har sin främsta utbredning österut. Den senare ses främst på vintern när ungfåglarna drar omkring, men i norra Sverige förekommer det också att den häckar.

## Ekologi

### Biotop och häckning

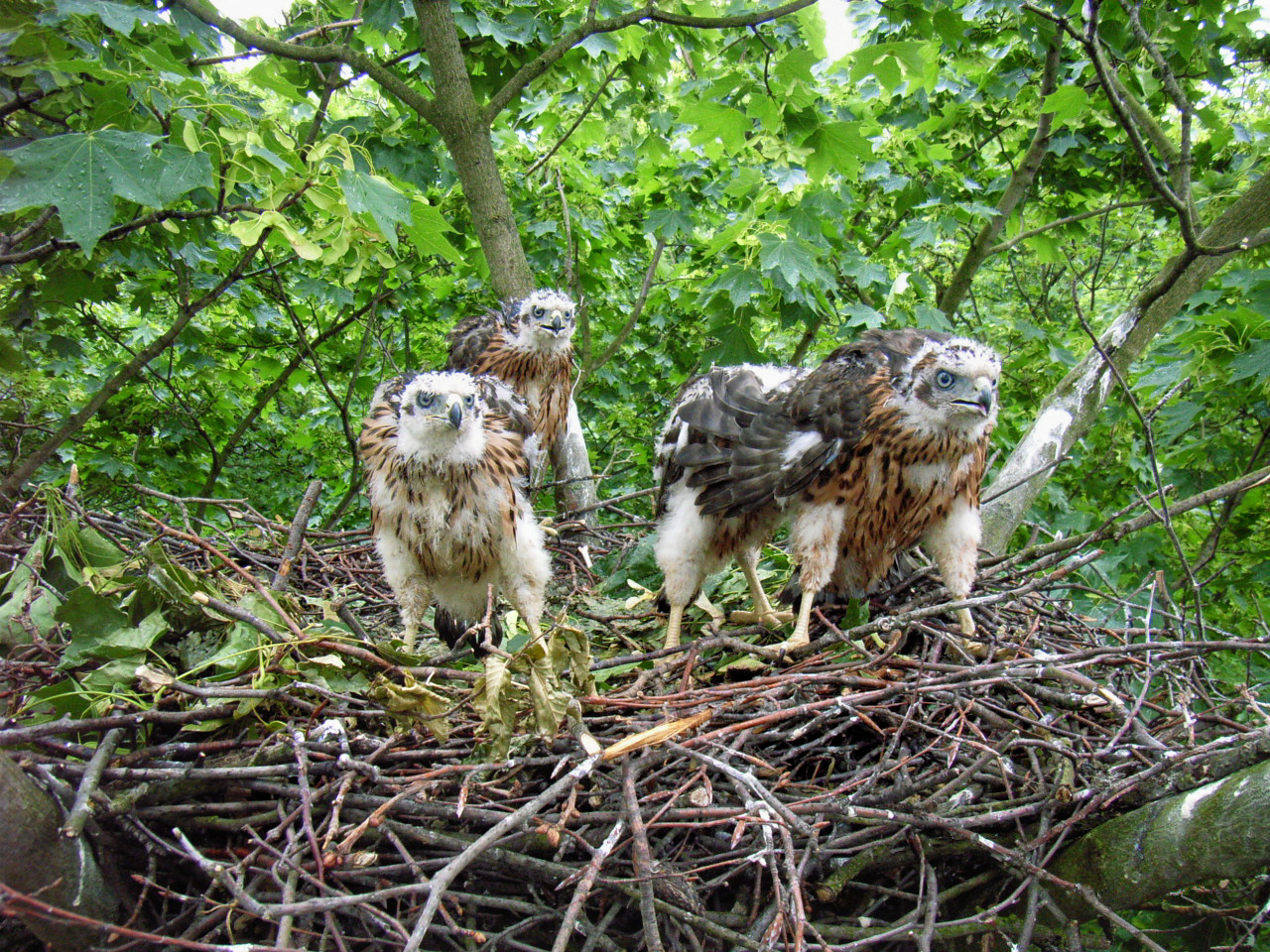
Ett duvhöksbo med fyra cirka 30 dagar gamla ungar.

Arten föredrar skogsmiljö, helst med inslag av gamla barrträd. Boet byggs av ris och fylls med gräs, lav och mossa. Boet byggs på varje år, främst på höjden. Dock använder sig paret ofta av samma bo i högst tre år i sträck, förmodligen på grund av parasiter. Paret har i sitt revir ofta ett antal bon som de väljer mellan varje vår. Honan lägger i snitt tre till fyra ägg, främst i maj och ruvar mellan 36 och 38 dygn. Ungarna blir flygga efter 40 till 43 dygn.

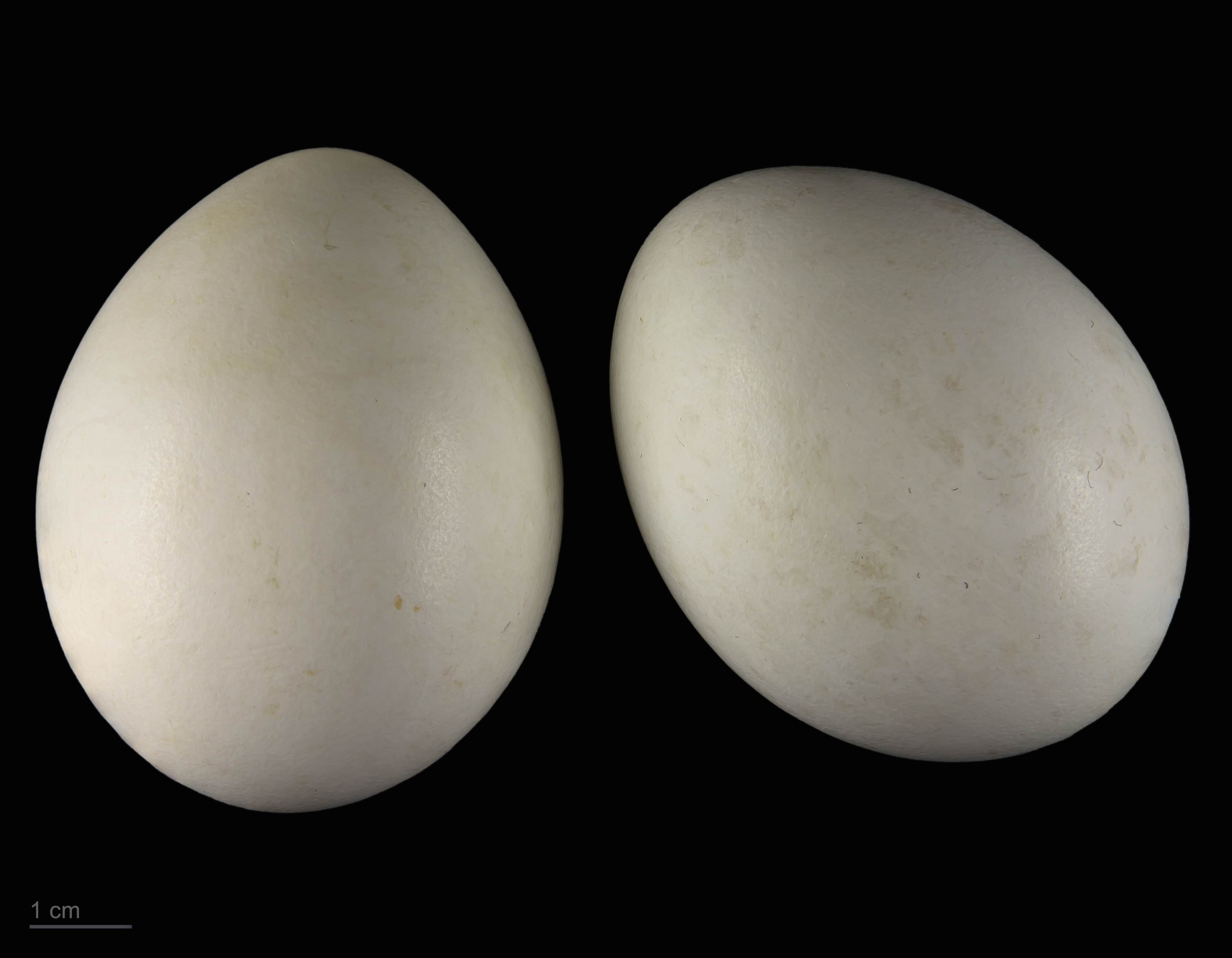
Ägg från duvhök.

### Föda
Duvhökar lever av fåglar och mindre däggdjur som hare, ekorre, större fåglar upp till tjäderns storlek, emellanåt även andra rovfåglar. Den lever även av as, främst vintertid. På grund av att honan är så pass mycket större än hanen kan hon också slå betydligt större byten.

## Människan och duvhöken

### Status och hot

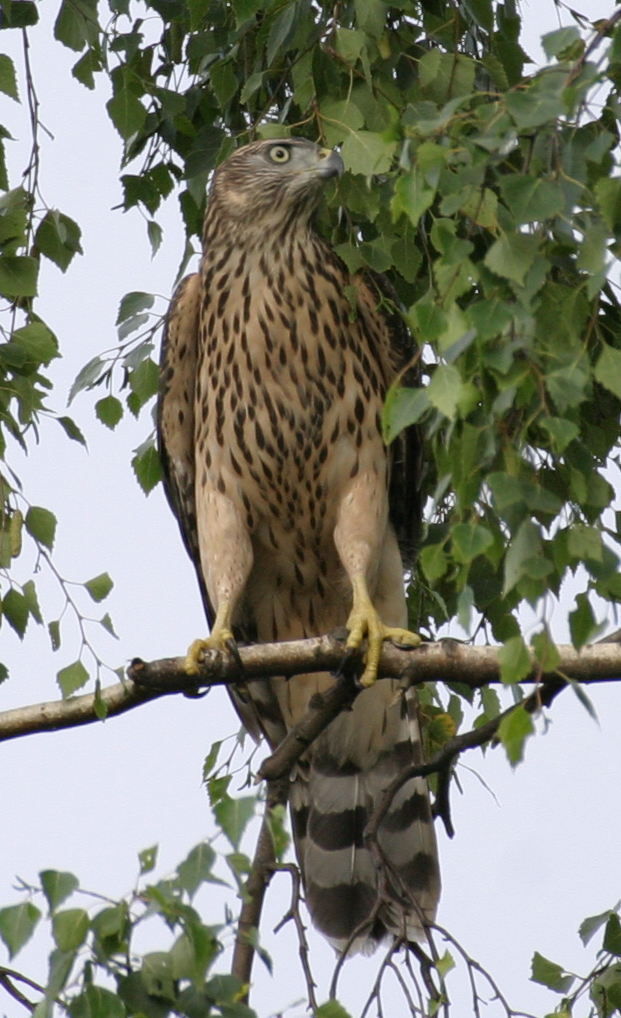
En juvenil duvhök av nominatformen A. g. gentilis

Duvhöken hör till de rovfåglar som bäst uthärdat förföljelse från människan och verkar inte ha drabbats så hårt av miljögifter. Arten har ett mycket stort utbredningsområde och likaså är den globala populationen stor och populationstrenden är på ett globalt plan stabil. På grund av detta kategoriseras den som livskraftig (LC) av IUCN. Notera dock att IUCN inkluderar även den amerikanska duvhöken i beståndet.

#### Status i Sverige
Stammen i Sverige minskade kraftigt från 1800-talet till mitten på 1900-talet på grund av jakt. Under 1950-talet var det istället miljögifterna som gick hårt åt stammen men efter förbud mot vissa miljögifter har stammen återhämtat sig. Idag finns en livskraftig population i Sverige på mellan 5 000 och 10 000 häckande par som dock minskar. Arten är i Sverige fredad från jakt, men tillstånd till skyddsjakt i syfte att skydda fåglar som är uppfödda för att sättas ut för jakt kan ges, men får endast avse fångst av duvhök för förflyttning till en annan plats för att åter släppas fri. I Artdatabankens senaste rödlista från 2020 kategoriseras den som nära hotad (NT).

### Namn
Den äldsta kända källan där artnamnet duvhök förekommer är från 1755 men namnet är förmodligen äldre. En äldre benämning på duvhök är hönshök, vilket förekommer i många olika dialektala varianter som bohuslänska hönsehög och västerbottniska hönshöjk. I Norge heter arten just hønsehauk. Både duvhök och hönshök refererar till artens tänka rov, det vill säga en idé om att dess huvudsakliga föda var duvor eller hönsfåglar. Ett annat folkligt namn är slaghök som även användes för andra medelstora rovfåglar, som ormvråk och bivråk. Andra folkliga namn är harhök och duvfalk. Dialektalt har den i Västerbotten kallats hönsspänning och röjspänning. Det portugisiska ordet för duvhök är açor, varifrån ögruppen Azorerna har fått sitt namn.